# エディー・イーガン

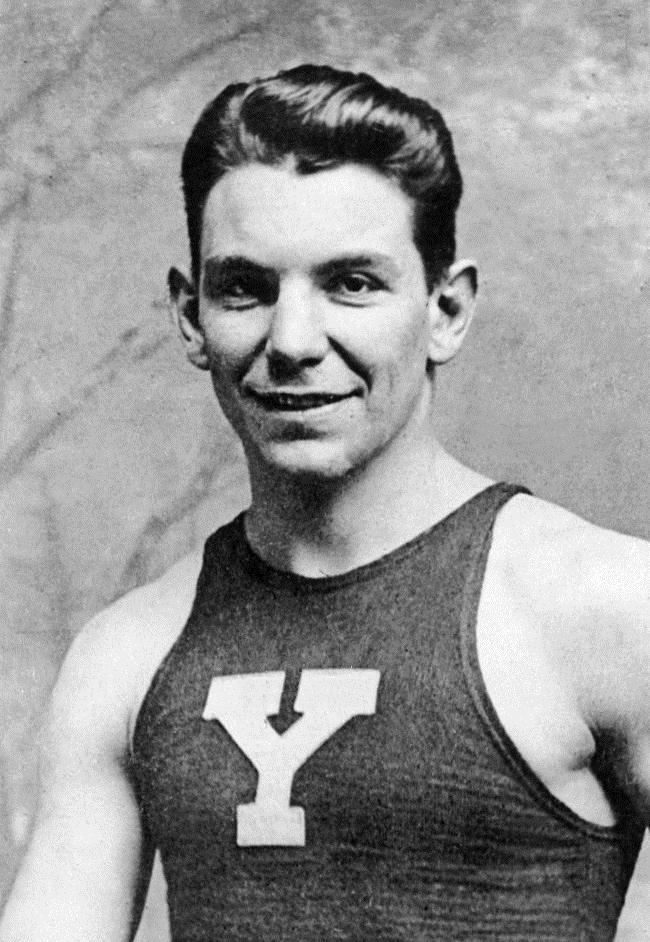
エディー・イーガン

エディー・イーガン (Edward Patrick Francis "Eddie" Eagan、1897年4月26日 - 1967年6月14日) は、アメリカ合衆国出身のスポーツ選手。夏季オリンピックと冬季オリンピックの両方で、異なる競技の金メダルを獲得した史上唯一の人物。
コロラド州デンバーの貧しい家庭に生まれ、1歳の時に父が鉄道事故で死亡した。エディーは4人の兄とともに母に育てられ、イェール大学、ハーバード大学、オックスフォード大学で法律を学ぶ。
1920年アントワープオリンピックではボクシング男子ライトヘビー級で出場、金メダルを獲得（1924年パリオリンピックにはヘビー級で出場したが予選で敗退）。
1932年レークプラシッドオリンピックでは男子ボブスレー4人乗りで金メダルを獲得した。
その後は弁護士となり、第二次世界大戦中は大佐として従軍した。